# 국립대만미술관

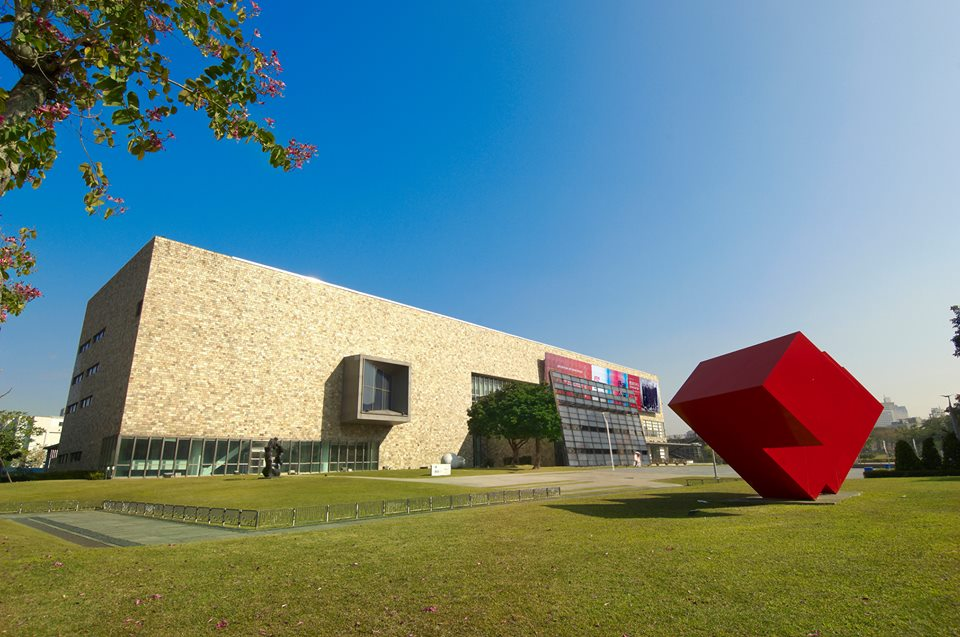

국립대만미술관(중국어 간체자: 国立台湾美术馆, 정체자: 國立臺灣美術館, 병음: Guólì Táiwān Měishùguūn, 영어: National Taiwan Museum of Fine Arts, NTMoFA)은 중화민국 타이중시 시구에 있는 미술관이다. 이 미술관은 1988년에 설립되었으며 대만 최초이자 유일한 국가급 미술 박물관이다. 주요 컬렉션은 대만 예술가들의 작품으로, 현대 및 현대 대만 예술을 포괄한다. 이 미술관은 공공 야외 조각 공원을 포함하여 102,000평방미터에 달하는 아시아 최대 규모의 박물관 중 하나이다.
국립대만미술관은 1999년에 일어난 921 지진으로 인한 피해에 따른 보수 공사로 인해 일시적으로 폐쇄되었다가 2004년 7월 재개관했다. 2011년부터 2016년까지 이 미술관은 매년 100만 명 이상의 방문객을 유치했다.

## 같이 보기
- 가장 큰 미술관 목록